# Gaal
Gaal är en ort och kommun i distriktet Murtal i förbundslandet Steiermark i Österrike. 
Kommunen har 1 321 invånare (2024) och består av sju orter (Ortschaften) (inom parentes invånarantal 1 januari 2024):

- Bischoffeld (303)
- Gaal (125)
- Gaalgraben (108)
- Graden (248)
- Ingering II (237)
- Puchschachen (163)
- Schattenberg (137)